# ローズ・ベルタン

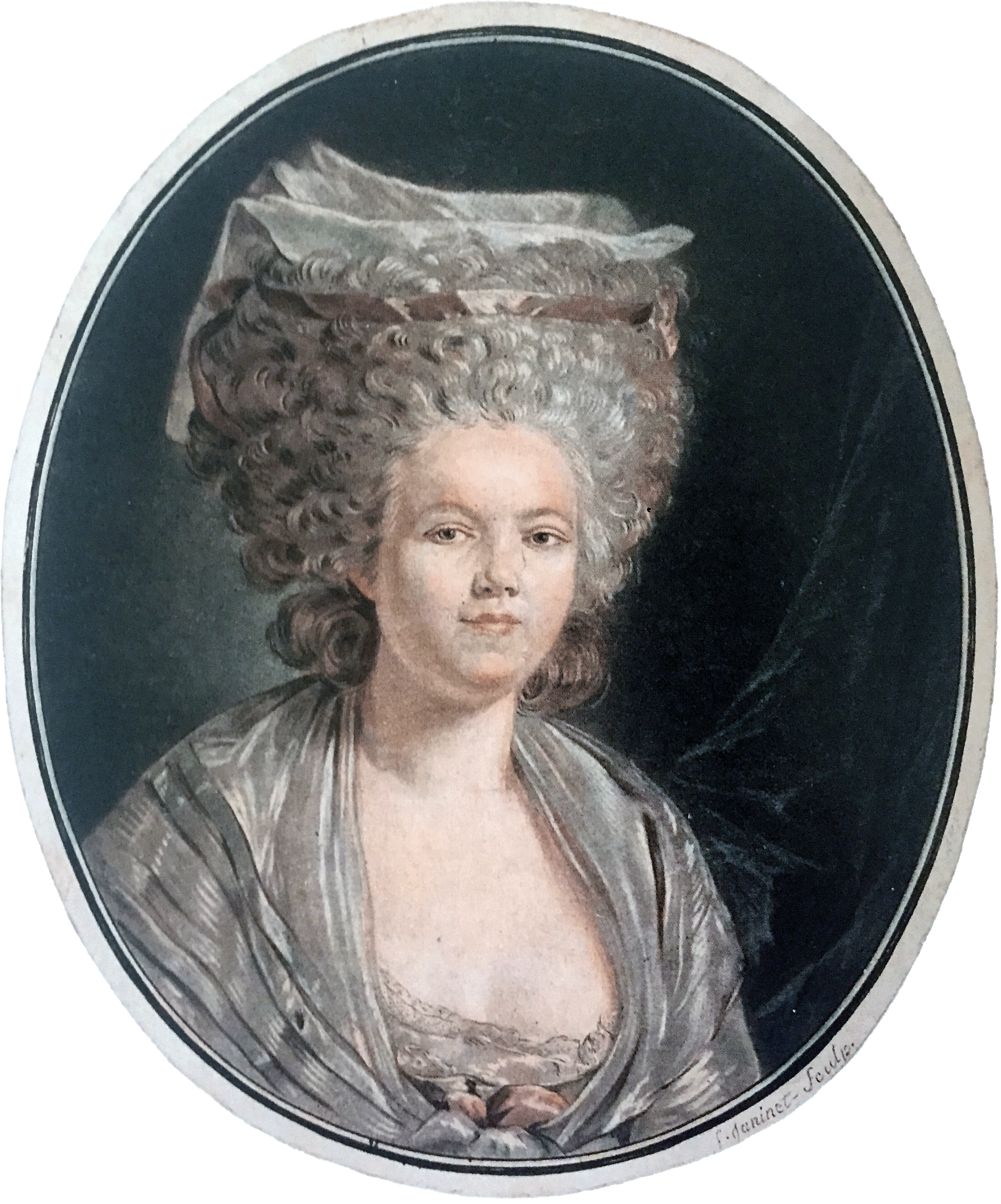
ローズ・ベルタン

ローズ・ベルタン（仏: Rose Bertin, 1747年7月2日 - 1813年9月22日）は、フランスのモード商（ファッションデザイナーの先駆で、服飾品商人・仕立屋などを兼ねる職業）。マリー・アントワネットに重用され「モード大臣」（ministre des modes）と呼ばれた。
「ローズ・ベルタン」は後世の愛称。本名はマリー＝ジャンヌ・ベルタン（Marie-Jeanne Bertin）。

## 生涯
フランスの歴史学者ミシェル・サポリによる詳細な伝記（2010年刊、2012年日本語訳）がある。
1747年7月2日、毛織物工業の街アブヴィルの平民の家に生まれる。少女時代、親戚のモード商バルビエ女史の店で見習いとして働く。
1766年ごろ、アブヴィルからパリに移り、おそらくバルビエ女史が紹介した店のお針子となる。当時のパリには地方出身のお針子が多く、後にベルタンのパトロンとなるデュ・バリー夫人（ルイ15世の公妾）もその一人だった。1768年ごろ、著名なモード商マダム・パジェルが経営するサントノレ通りの「トレ・ガラン」（Trait Galant、”優雅な顔立ち”）の店員となり、1769年4月5日、シャルトル公爵夫人の結婚式衣装を担当し評判を呼ぶ。1773年10月24日、自身が経営する「オ・グラン・モゴル」（Au Grand Mogol、”ムガル帝国”）をパレ・ロワイヤルそばに開店。「ケサコ」「サンティマン・プフ」などの奇抜な髪型を考案し、パトロンのシャルトル公爵夫人やデュ・バリー夫人を通じて宮廷内に流行させる。
1774年5月10日、ルイ16世が王位につき、マリー・アントワネットが王太子妃から王妃になる。同年6月ごろ、マルリー離宮にてシャルトル公爵夫人の紹介のもと、ベルタンとアントワネットが初対面する。以降、アントワネットは王室の規則（エチケット）を逸脱して平民のベルタンを重用し、大量の商品を購入して流行の最先端となる。ベルタンは王妃の庇護のもと、1776年新設のモード商協同組合の初代代表となり、1778年には「モード大臣」の称号を下賜される。この頃ベルタンが手掛けたものとして、窮屈なパニエを廃した「ポーランド風ドレス」やアントワネットのマタニティドレス、「イギリス風大帽子」「蚤色ドレス」などがある。
アントワネット以外にも、プロヴァンス伯爵夫人（後のルイ18世夫人）、アルトワ伯爵夫人（後のシャルル10世夫人）、エリザベート王女（ルイ16世の末妹）、マダム・ロワイヤル（ルイ16世の長女）といった王侯貴族や、オペラ歌手・サロン主宰者など、各界の著名人がベルタンの顧客になった。ベルタンの衣装は大半が女性用だったが男性用もあり、1777年にはシュヴァリエ・デオンの女性装も手掛けた。国外の顧客も多く、店がグランドツアーの訪問地の一つになっていた。モード商の頂点に立ちながらも、ライバルとの対決やゴシップに見舞われることもあった。
フランス革命期には、1793年の処刑の年まで、タンプル塔のアントワネットに衣装を納品し続けた。10月の処刑時には亡命先のイギリスにいた。テルミドールのクーデタ後の1795年、パリに帰還しテレザ・カバリュスらを顧客としたが、次第に過去の人となり、1813年9月22日に病没した。生涯独身だった。

## 名言
「新しいものとは忘れられたものに他ならない」（"Il n'y a de nouveau que ce qui est oublié"）という名言が、1785年アントワネットにドレスを贈った際の言葉として伝わる。

## 登場作品

### 主役
- 『傾国の仕立て屋 ローズ・ベルタン』（漫画、2018年12月[30]より連載中、磯見仁月）

### 脇役
- 『パリ語りなば（英語版）』（映画、1955年、サシャ・ギトリ監督、演: ソフィ・デマレ（英語版））[31]
- 『ベルサイユのばら』（漫画、1972-1973年、池田理代子 / アニメ、1979-1980年、声: 森ひろ子）
- 『ベルサイユのばら (映画)』（映画、1979年、ジャック・ドゥミ監督、演: アンジェラ・ゾーン（英語版））[31]
- 『マリー・アントワネット (ミュージカル)』（舞台演劇、2006年初演、演: 春風ひとみ、彩吹真央）
- 『アサシン クリード ユニティ』（ゲーム、2014年、ユービーアイソフト）
- 『イノサン Rouge』（漫画、2015-2020年、坂本眞一）
- 『薔薇に隠されしヴェリテ』（ゲーム、2016年、オトメイト、声: 吉野七海）
- 『ベルサイユのゆり マリー・アントワネットの花籠』（小説、2019年、吉川トリコ）[32]